# جنبش ۵۰۵۰۱
جنبش ۵۰۵۰۱ (مخفف «۵۰ اعتراض، ۵۰ ایالت، ۱ جنبش») یک سازمان سیاسی مردمی است که برای اعتراض به سیاست‌ها و اقدامات دولت دوم دونالد ترامپ در ایالات متحده آمریکا تأسیس شد.